# 寬容
寬容或容忍是允許或接受所不喜歡或不同意的行為、想法或其他人事物等。政治學家 Andrew R. Murphy 解釋說：「我們可以透過將『寬容』定義為一組社會或政治實踐，將『寬容』定義為一組態度來提高我們的理解」。 蘭登書屋詞典將寬容定義為“對那些意見、信仰、行為、種族或民族出身等與自己不同的人採取公平、客觀和許可的態度”。
這兩個概念本質上都包含他者的概念，即他者的狀態。 確實存在如何回應“他者”的額外選擇，超出容忍範圍。因此，在某些情況下，寬容被視為“一種有缺陷的美德”，因為它涉及接受更適合以克服態度面對的事物。 因此，寬容不能被定義為一種普遍的善，它的許多應用和用途仍然存在爭議。
宗教寬容可能意味著“只不過是一種主流宗教的信徒給予的寬容和允許其他宗教的存在，即使後者被視為低等、錯誤或有害的宗教”。 從歷史上看，大多數與寬容有關的事件和著作都涉及少數群體的地位和與占主導地位的國教相關的不同觀點。 然而，宗教也是社會性的，寬容的實踐也一直具有政治方面。
寬容假設在一些重要的事情上存在衝突，一些不訴諸戰爭或暴力就無法透過正常談判解決的事情。正如政治學者卡特里奧娜·麥金農 (Catriona McKinnon) 所解釋的那樣，當談到什麼是“最好的生活方式、正確的思考方式、理想的政治社會或真正的救贖之路等問題時，再多的談判和討價還價都不會讓他們在沒有至少一方放棄首先造成衝突的承諾的情況下達成協議。這種衝突提供了寬容的環境...... [並且] 在社會中普遍存在。” 學者 W·保羅·福格特（W. Paul Vogt）表示“這個問題的緊迫性和相關性太明顯了：沒有寬容，重視多樣性、平等與和平的社群就無法持續下去」。
對寬容的歷史和實踐寬容的不同文化的概述，以及這種矛盾的概念發展成為指導性概念的方式，闡明了它在當代作為政治、社會、宗教和種族的用途，適用於 LGBT個人和其他少數群體，以及其他相關概念，例如人權。

## 评论
马来西亚首相马哈迪·莫哈末认为宽容是长久婚姻的秘诀。

## 批评
对于一个人而言，“容忍”不会提高实际的原则或伦理的水平。
自由派批评者可能会认为它有不适当的暗示，也就是说，“容忍” 的习惯或行为属于异常，或者当局应当有处罚这些差别的权力；这些批评反而会强调诸如多元文化等价值，如社會須尊重不同种族、宗教、性別及性傾向的观念。
其他批评人士会认为狭义地定义“宽容”更有用的，因为它不需要对团体或真正有积极性的做法作出虚假表达。